# 村山正治
村山 正治（むらやま しょうじ、1934年 - ）は、日本の臨床心理学者。臨床心理士。教育学博士。九州大学名誉教授。東京都生まれ。専門は、パーソンセンタードアプローチの理論と実践（エンカウンターグループ・フォーカシング）、スクールカウンセラー事業の発展と評価研究。

## 経歴
- 1958年 京都大学教育学部卒業。
- 1960年 京都大学大学院教育学研究科修士課程修了。
- 1963年 京都大学大学院教育学研究科博士課程単位取得後退学し、京都市教育委員会指導部カウンセリングセンターカウンセラー。
- 1965年 京都市教育委員会指導部カウンセリングセンター主任カウンセラー。
- 1967年 九州大学教養部助教授。
- 1972年 Center for the Studies of Person，Visiting Fellow。
- 1974年 九州大学教育学部カウンセリング講座助教授。
- 1985年 Sussex大学UCLA Visiting Professor。
- 1986年 九州大学教育学部カウンセリング講座教授。
- 1989年 九州大学評議員。
- 1990年 九州大学教育学部長、同大学院教育学研究科長。
- 1992年 九州大学評議員。
- 1997年 九州大学を定年退官し、久留米大学文学部教授、久留米大学大学院比較文化研究科後期博士課程指導教授。
- 1999年 東亜大学大学院総合学術研究科後期博士課程指導教授。
- 2003年 東亜大学を定年退職し、九州産業大学大学院国際文化研究科教授・臨床心理センター所長、東亜大学大学院総合学術研究科臨床心理学専攻客員教授。

## 関連団体
- 日本臨床心理士会　学校臨床心理士専門委員会委員
- 日本フォーカシング協会元会長
- 日本人間性心理学会理事